# Picnic sulla spiaggia
Picnic sulla spiaggia (Beach Picnic) è un film del 1939 diretto da Clyde Geronimi. È un cortometraggio animato della serie Donald Duck, prodotto dalla Walt Disney Productions e uscito negli Stati Uniti il 9 giugno 1939, distribuito dalla RKO Radio Pictures.

## Trama
Paperino è in spiaggia e sta allestendo un picnic. Subito dopo entra in mare e sale a cavalcioni del suo cavallo gonfiabile, ma non riesce a stare in equilibrio. Decide allora di fare uno scherzo a Pluto, facendogli credere che il cavallo gonfiabile sia vero. Nel frattempo, una tribù di formiche inizia a sottrarre il cibo che Paperino aveva lasciato incustodito. Dopo averle scacciate, il papero stende della carta moschicida. Intanto Pluto, nel seguire una delle formiche, raggiunge Paperino e rimane appiccicato a un foglio di carta moschicida. Pluto tenta di liberarsi, ma quel foglio finisce con appiccicarsi anche a Paperino. Alla fine Pluto riesce a liberarsi, ma Paperino rimane intrappolato in numerosi fogli di carta moschicida.

## Distribuzione

### Edizioni home video

#### VHS
- VideoParade vol. 2 (novembre 1992)

#### DVD
Il cortometraggio è incluso in due volumi della collezione Walt Disney Treasures: Semplicemente Paperino - Vol. 1 e Pluto, la collezione completa - Vol. 1.